# Herbrand Vigbrandsson
Herbrand Vigbrandsson (c. 708-¿) fue un caudillo vikingo, rey de Agder, Noruega. Hijo del legendario rey Vigbrand de Agder y padre de Harald de Agder. La figura de Herbrand Vigbrandsson como padre de Harald se confunde con Herbrand Hildibrandsson, pues existen muchas lagunas en la genealogía de Agder.